# Moritz Karasowski

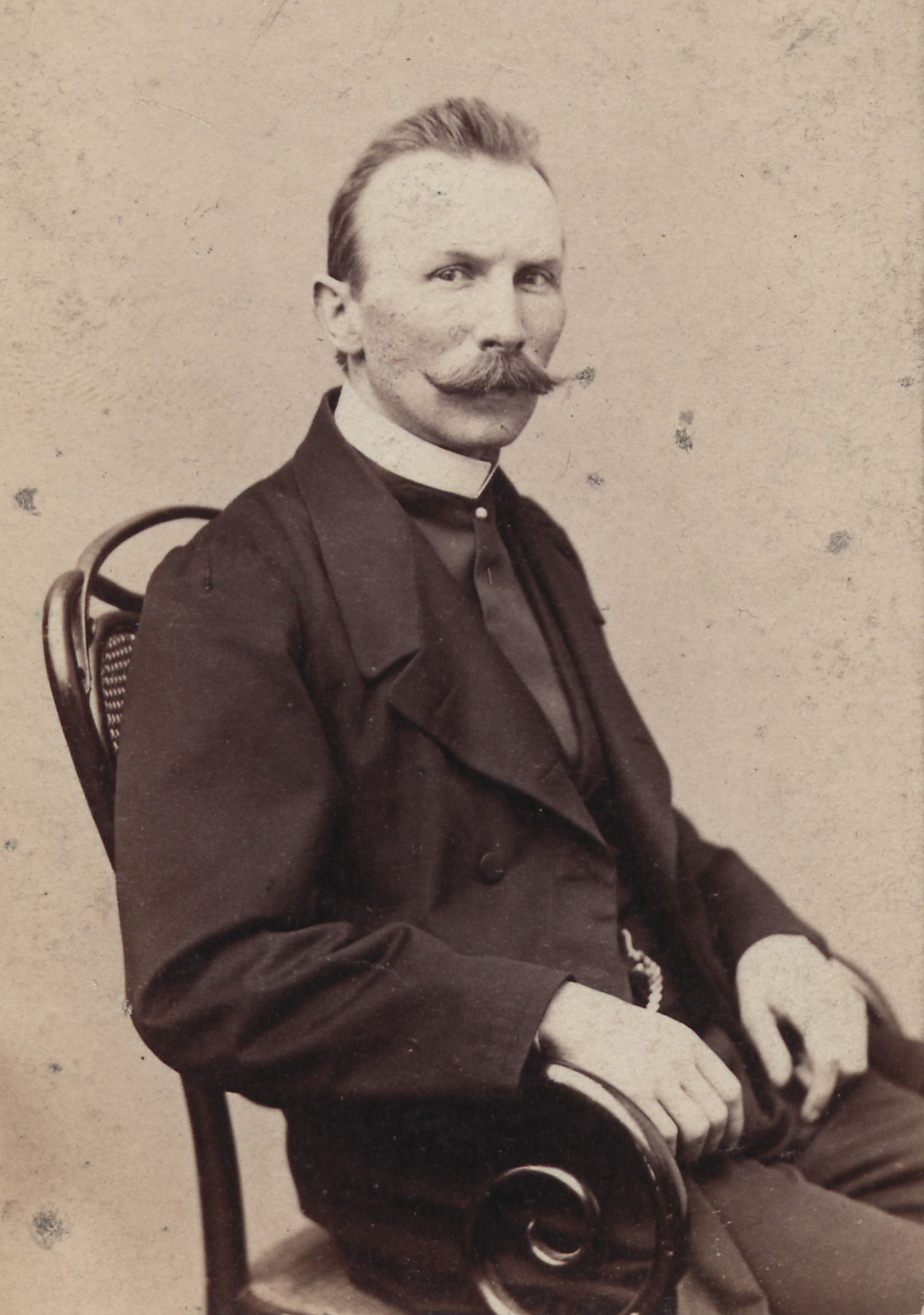
Moritz Karasowski

Moritz Karasowski, auch Moritz Karasowsky, polnisch Maurycy Karasowski (* 22. September 1823 in Warschau; † 20. April 1892 in Dresden), war ein polnischer Violoncellist, Komponist und Musikschriftsteller.

## Leben
Karasowski wurde von Valentin Kratzer in Klavier und Violoncello unterrichtet und wurde 1851 Cellist im Orchester der Großen Oper in Warschau. 1858 und 1860 unternahm er Studienreisen, die ihn nach Berlin, Wien, Dresden, München, Köln und Paris führten. Von 1862 bis zu seinem Tod war er Mitglied der Sächsischen Staatskapelle in Dresden und trug den Titel „Königlich-Sächsischer Kammermusiker“.
Er veröffentlichte einige Werke für Violoncello und Klavier und trat daneben als Musikschriftsteller hervor. Von bleibender Bedeutung sind seine Publikationen über Frédéric Chopin, mit dessen Familie er befreundet war.

## Schriften
- Rys historyczny opery polskiej poprzedzony szczegolowym pogladom na dzieje muzyki dramatycznej powszechnej przez Maurycego Karasowskiego [Historische Skizze der polnischen Oper, eingeleitet durch einen Überblick über die allgemeine Geschichte der dramatischen Musik], Warschau: Glücksberg, 1859
- Młodość Fryderyka Chopina [Frédéric Chopins Jugend], Warschau 1862 (Digitalisat)
- Życie Mozarta [Mozarts Leben], Warschau 1868
- Friedrich Chopin. Sein Leben und seine Briefe, 2. Aufl., Dresden: Ries, New York: Schirmer, 1878 (Digitalisat)